# Basilica di Nostra Signora delle Vittorie
La basilica di Nostra Signora delle Vittorie (in francese: basilique Notre-Dame-des-Victoires) è un luogo di culto cattolico di Parigi, situato in place des Petits-Pères, nell'angolo sud-orientale del quartiere Vivienne, nel II arrondissement, è sede dell'omonima parrocchia, appartenente all'arcidiocesi di Parigi.
La chiesa, santuario principale di Nostra Signora delle Vittorie, alla quale erano molto devoti santa Teresa di Lisieux e la sua famiglia, è stata elevata alla dignità di basilica minore da papa Pio XI il 23 febbraio 1927, e dal 12 maggio 1972 è classificata come monumento storico di Francia.
La basilica si trova nei pressi della stazione Bourse della (linea ) della metropolitana di Parigi  .

## Storia
Nel 1614 Luigi XIII di Francia pronunciò un voto presso Aubervilliers, in virtù del quale, qualora avesse riportato una vittoria militare contro i protestanti, avrebbe costruito a Parigi una chiesa intitolata a Nostra Signora delle Vittorie. La guerra contro gli ugonotti si risolse con l'assedio di La Rochelle, durato dal settembre 1627 all'ottobre 1628, con il quale i cattolici francesi vinsero definitivamente i protestanti; per rispettare il voto, a partire dal 1629, venne costruita nella capitale, nell'area annessa ad un antico convento dell'Ordine degli agostiniani scalzi, una chiesa dedicata alla Madonna e affiliata con quella di Aubervilliers.
L'8 dicembre 1629, l'arcivescovo di Parigi Jean-François de Gondi piantò una croce nel sito dell'erigenda chiesa e la benedisse; il giorno successivo, alla presenza delle autorità civili della città, Luigi XIII posò la prima pietra.
Il progetto primitivo era opera di Pierre Le Muet; tuttavia, dopo che, a causa di problemi economici, la costruzione si era arrestata per ripartire soltanto nel 1656, la direzione dei lavori venne affidata dapprima a Libéral Bruand e successivamente, dal 1663, a Gabriel Le Duc. Ancora incompiuta, la chiesa venne aperta al culto nel 1666; soltanto tra il 1737 e il 1740 la struttura venne completata con la realizzazione delle prime tre campate del piedicroce, progettate da Jean-Sylvain Cartaud, e al termine della costruzione la chiesa ricevette la consacrazione.

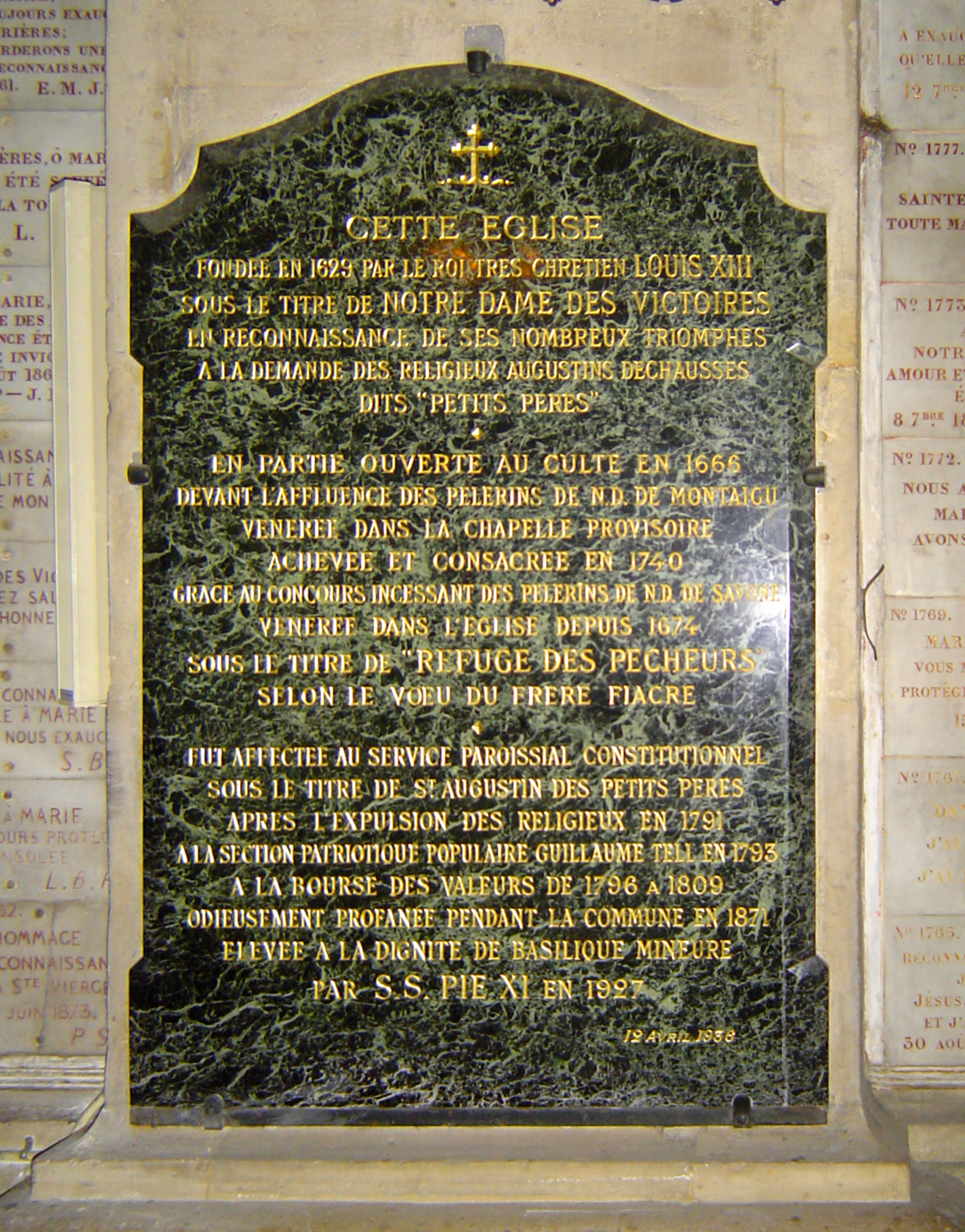
Lapide all'interno della basilica che ripercorre le tappe salienti della storia della chiesa fino al 1938.

Durante la Rivoluzione francese, il convento e la chiesa vennero requisiti e chiusi al culto. Quest'ultima, per volere del Direttorio, nel 1796 venne trasformata in sede della lotteria nazionale e della Borsa valori, e tale rimase fino al 1802; venne riaperta al culto il 9 novembre 1809.
Il 3 dicembre 1836, il parroco Charles-Éléonore Dufriche-Desgenettes consacrò la parrocchia al Cuore Immacolato di Maria; il giorno 10 dello stesso mese, venne approvata dall'arcivescovo di Parigi Hyacinthe-Louis de Quélen l'Arciconfraternita del Santissimo e Immacolato Cuore di Maria (in francese: Archiconfrérie du très saint et immaculé Cœur de Marie), alla quale inizialmente si iscrissero più di 500 persone, con l'obiettivo di pregare Maria rifugio dei peccatori con il titolo di Nostra Signora delle Vittorie, che si venerava nella chiesa fin dal 1674 dopo che era apparsa nel novembre 1638 all'agostiniano Frère Fiacre. Il riconoscimento canonico e l'erezione dell'arciconfraternita da parte di papa Gregorio XVI si ebbe il 24 aprile 1838.
Il 9 luglio 1853 venne incoronata la statua di Nostra Signora delle Vittorie per volere di papa Pio IX, dopo l'intervento delle truppe francesi che aveva permesso al pontefice di rientrare a Roma dopo il suo esilio volontario a Gaeta (1848-1850); si trattò della prima statua della Madonna in terra di Francia ad essere incoronata, privilegio concesso soltanto su autorizzazione del papa e del capitolo della basilica vaticana.
Il 23 febbraio 1927, papa Pio IX elevò la chiesa alla dignità di basilica minore.

## Descrizione

### Dimensioni
| Parametro            | Misura (m) |
| -------------------- | ---------- |
| Lunghezza            | 62         |
| Larghezza            | 24,50      |
| Altezza della navata | 15         |

### Esterno

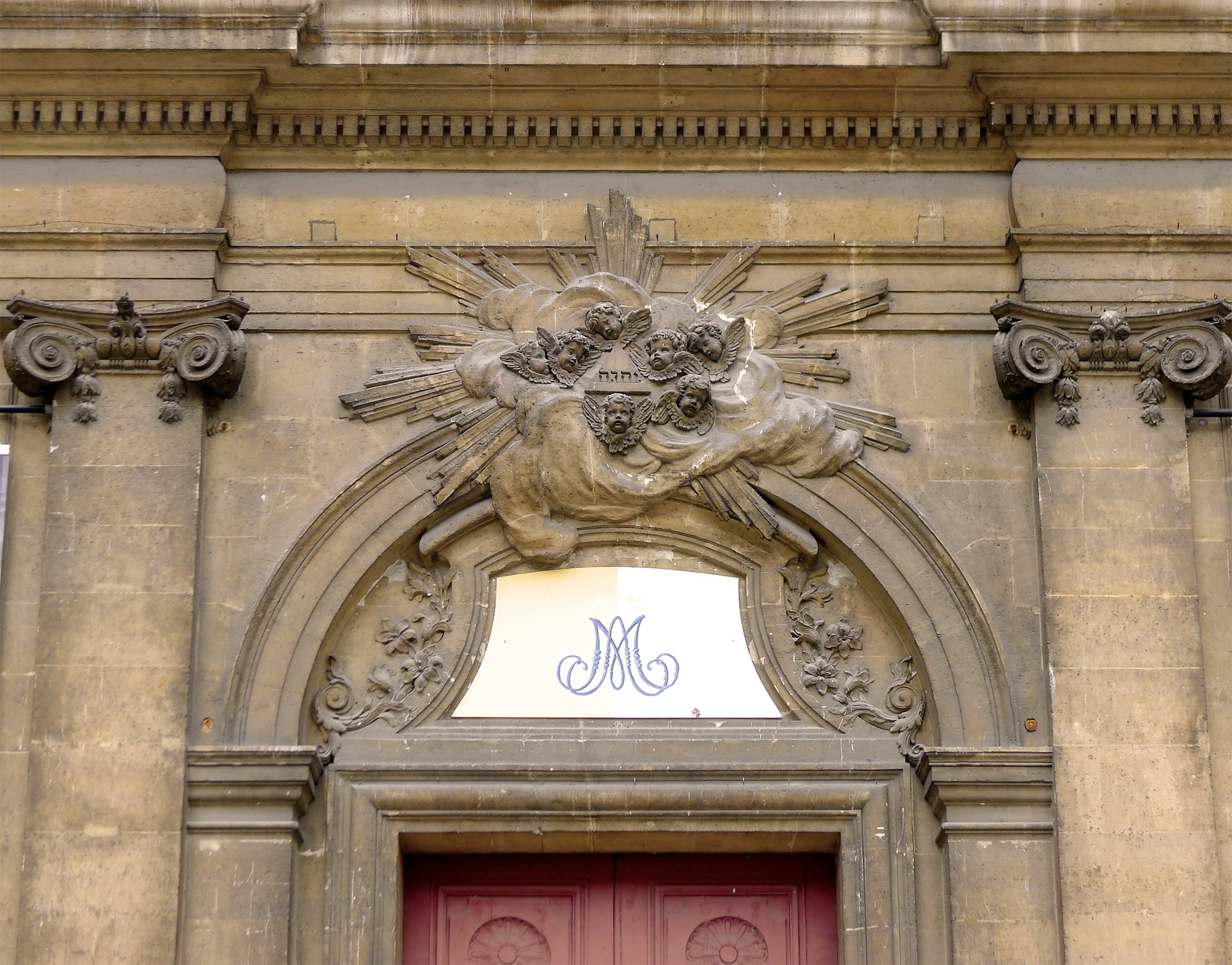
Particolare della facciata, con il bassorilievo posto al di sopra del portale centrale.

La basilica di Nostra Signora delle Vittorie è caratterizzata esternamente dalla facciata, preceduta da un sagrato, realizzata tra il 1737 e il 1740 su progetto di Jean-Sylvain Cartaud; il prospetto è a salienti ed è suddiviso in due ordini sovrapposti da un alto cornicione. L'ordine inferiore presenta delle lesene corinzie e in esso si aprono tre portali; quello centrale è sormontato da una scultura a rilievo raffigurante il Tetragramma biblico in gloria fra angeli. L'ordine superiore, invece, è decorato con lesene corinzie; esso si sviluppa in altezza in corrispondenza della navata ed ospita al centro un grande finestrone ad arco a tutto sesto con, nella parte inferiore, il quadrante di un orologio. Il coronamento della facciata è costituito da un timpano triangolare, con al suo interno raffigurato lo Stemma del Regno di Francia circondato dal Gran Collare dell'Ordine dello Spirito Santo, opera di Charles Rebillé.
Sul tetto dell'abside, all'apice della copertura, si eleva la cella campanaria a pianta esagonale, con una monofora su ciascun lato. Al suo interno, trova luogo un concerto di 4 campane:
| Campana | Nome/Dedica                        | Nota  | Anno |
| ------- | ---------------------------------- | ----- | ---- |
| I       | Marie-Victoire                     | La♭3  | 1819 |
| II      | Anne-Victoire                      | Si♭3  | 1819 |
| III     | dedicata a sant'Agostino           | Do4   | 1997 |
| IV      | dedicata a santa Teresa di Lisieux | Re♭ 4 | 1997 |

### Interno
Internamente, la basilica di Nostra Signora delle Vittorie presenta una struttura con pianta a croce latina. La particolarità della chiesa è la presenza, sulla maggior parte delle pareti interne, di piccole lapidi ex-voto, in totale circa 37.000.

#### Piedicroce

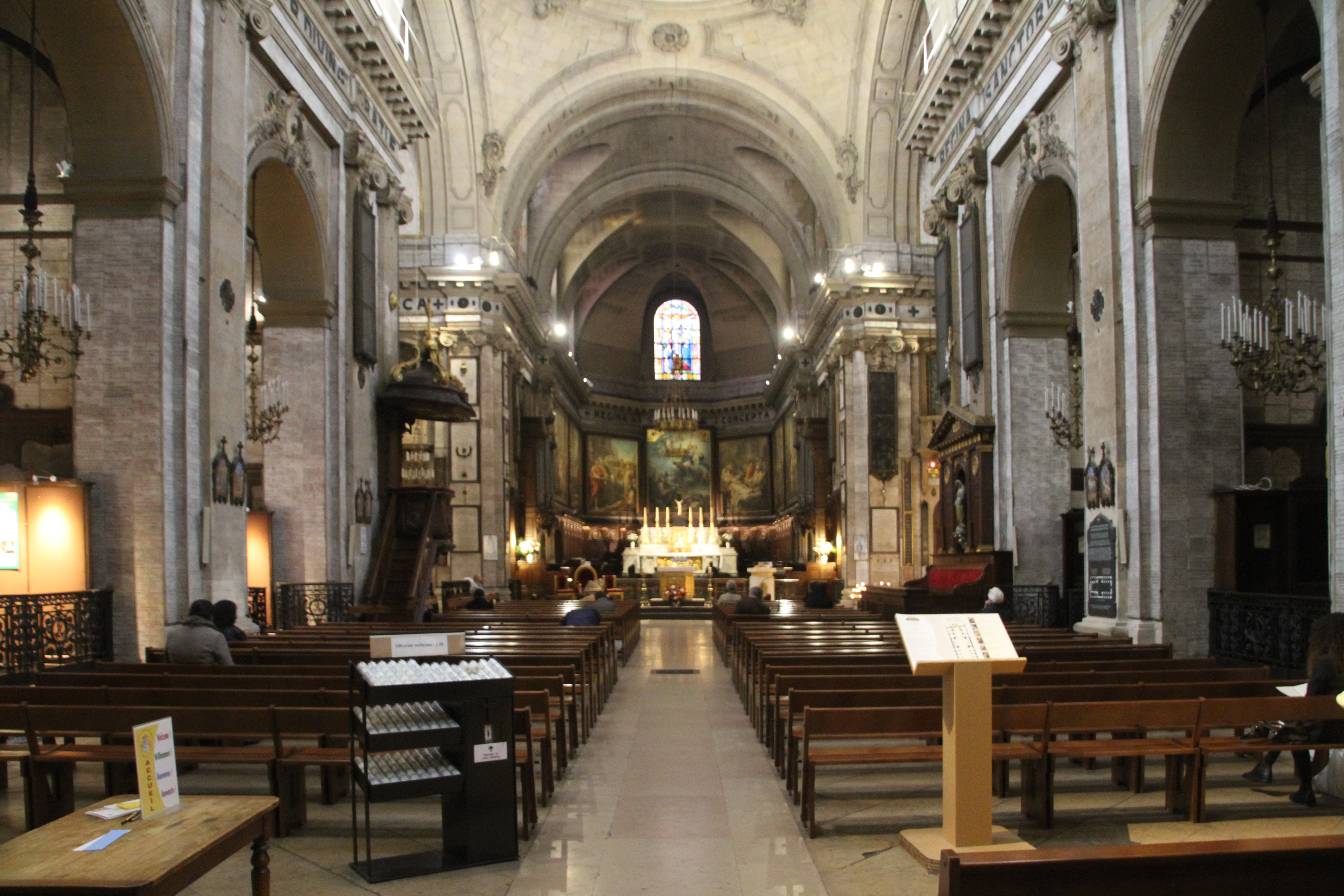
L'interno.

Il piedicroce si articola in un'unica navata con quattro cappelle per lato, ciascuna a pianta rettangolare e coperta con volta a botte. Nella prima cappella di destra si trova un bassorilievo di Jean-Marie Bonassieux raffigurante San Pietro e San Paolo che battezzano le guardie nel Carcere Mamertino (1842); segue la cappella di San Giuseppe, con altare in marmi policromi e decorazioni bronzee; la terza cappella e dedicata al Sacro Cuore di Gesù, con sull'altare il bassorilievo Gesù appare a santa Margherita Maria Alacoque (1870) di François Marie Jacquier; dello stesso autore è il gruppo scultoreo Sant'Anna e Maria bambina (1878) posto nell'ancona dell'altare della cappella successiva.

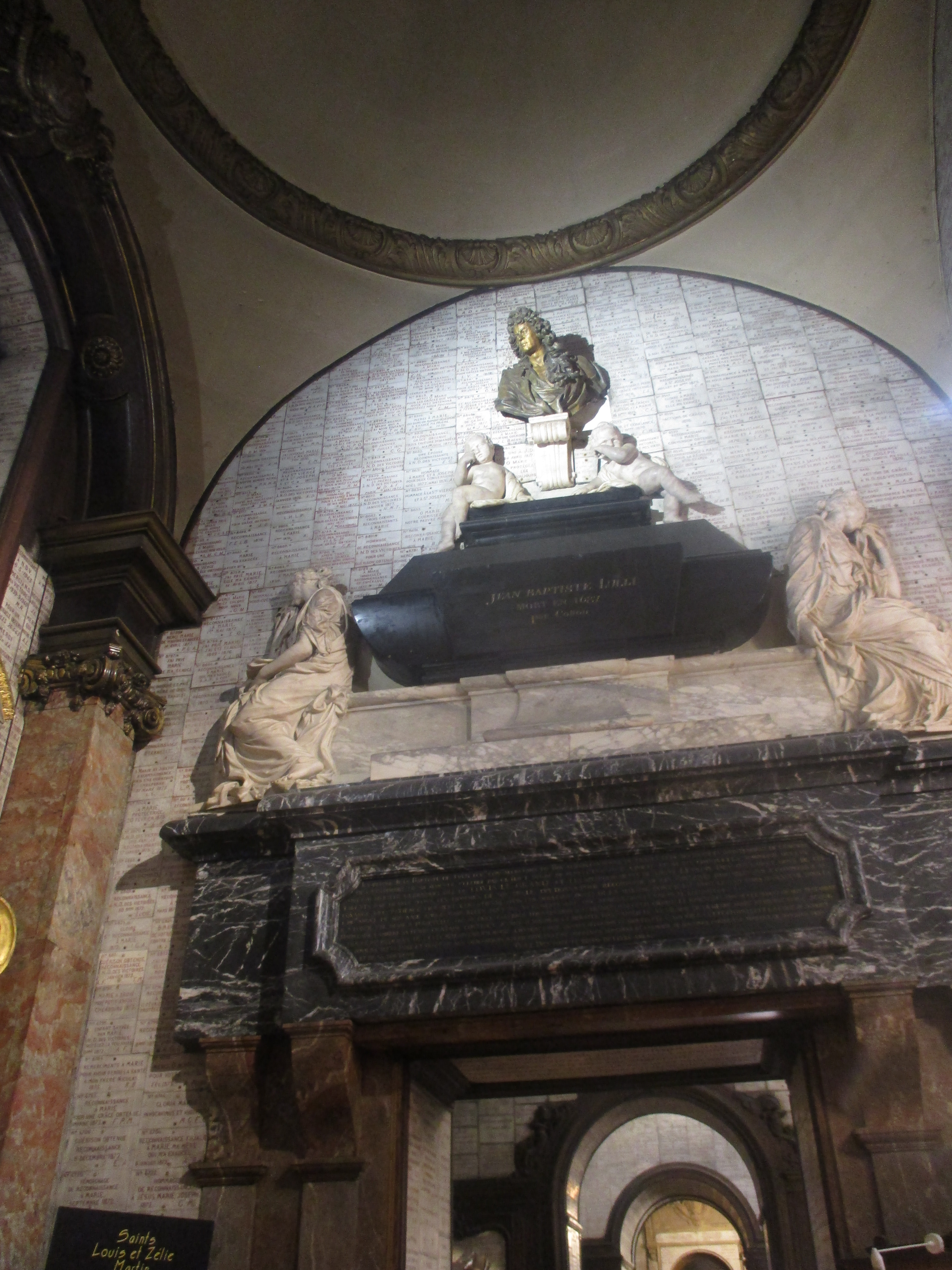
Il cenotafio di Jean-Baptiste Lully.

La prima cappella di destra ospita l'altare dedicato a santa Teresa di Lisieux, costruito in stile neoclassico nel 1932; esso è sormontato da una statua marmorea della dedicataria e da una vetrata policroma raffigurante il Pellegrinaggio di Santa Teresa del Bambin Gesù da giovane presso la basilica di Nostra Signora delle Vittorie (1931). Segue la cappella di San Giovanni Evangelista, con il cenotafio di Jean-Baptiste Lully (XVII secolo), il quale è raffigurato in un busto marmoreo di Jean Collignon. La terza cappella è dedicata a Gesù Bambino (raffigurato in una statua posta nell'ancona), mentre la quarta alla Madonna dei sette dolori: sopra l'altare vi è l'altorilievo di Charles Gonthier raffigurante la Pietà (1876). Nei pressi del portale centrale vi il pregevole fonte battesimale marmoreo, del XVII secolo.

#### Capocroce

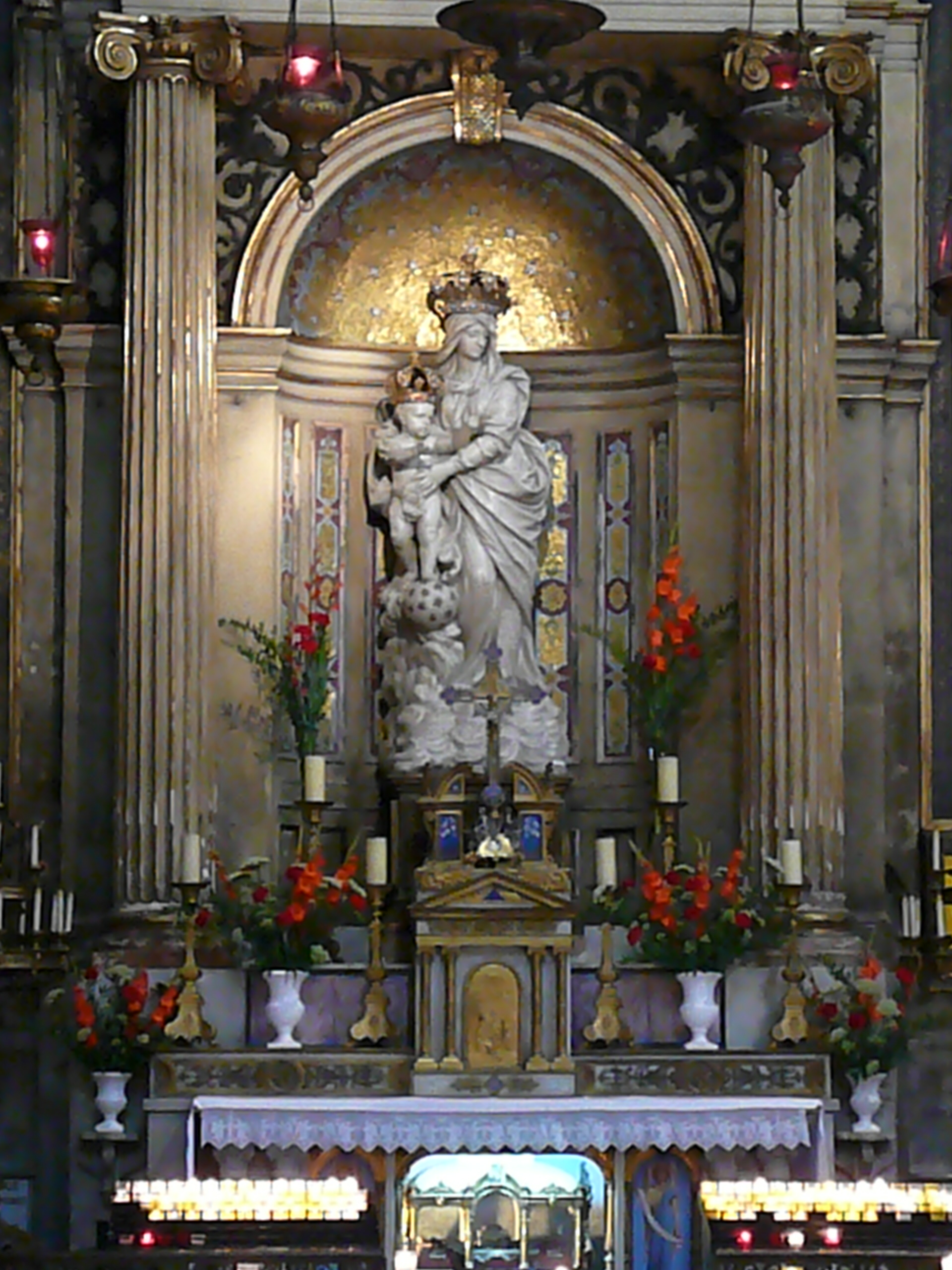
La statua di Nostra Signora delle Vittorie.

Il transetto, come la navata, è coperto con volta a botte lunettata e illuminato da ampie finestre ad arco a tutto sesto, chiuse con vetrate policrome; in particolare, quelle che adornano le due pareti di fondo della navata trasversa raffigurano Luigi XIII che consacra la Francia a Nostra Signora delle Vittorie (transetto di sinistra) e Nostra Signora rifugio dei peccatori (transetto di destra).
L'altare situato nel braccio di destra del transetto è dedicato a Nostra Signora delle Vittorie ed è sede dell'Arciconfraternita del Santissimo e Immacolato Cuore di Maria; venne realizzato in marmi policromi nel 1873 ed è in stile neoclassico. Sotto la mensa si trovano i resti mortali di santa Aurelia martire, provenienti dal cimitero di Priscilla e donati da papa Gregorio XVI alla basilica nel 1846; al centro dell'ancona, all'interno di un'apposita nicchia, vi è la statua marmorea di Nostra Signora delle Vittorie, incoronata nel 1853 per volere di papa Pio IX. Ai lati dell'altare, la parete di fondo del transetto è decorata con due affreschi, realizzati da Charles Muller dopo il 1870 e raffiguranti l'Annunciazione (a destra) e l'Assunzione (a sinistra).

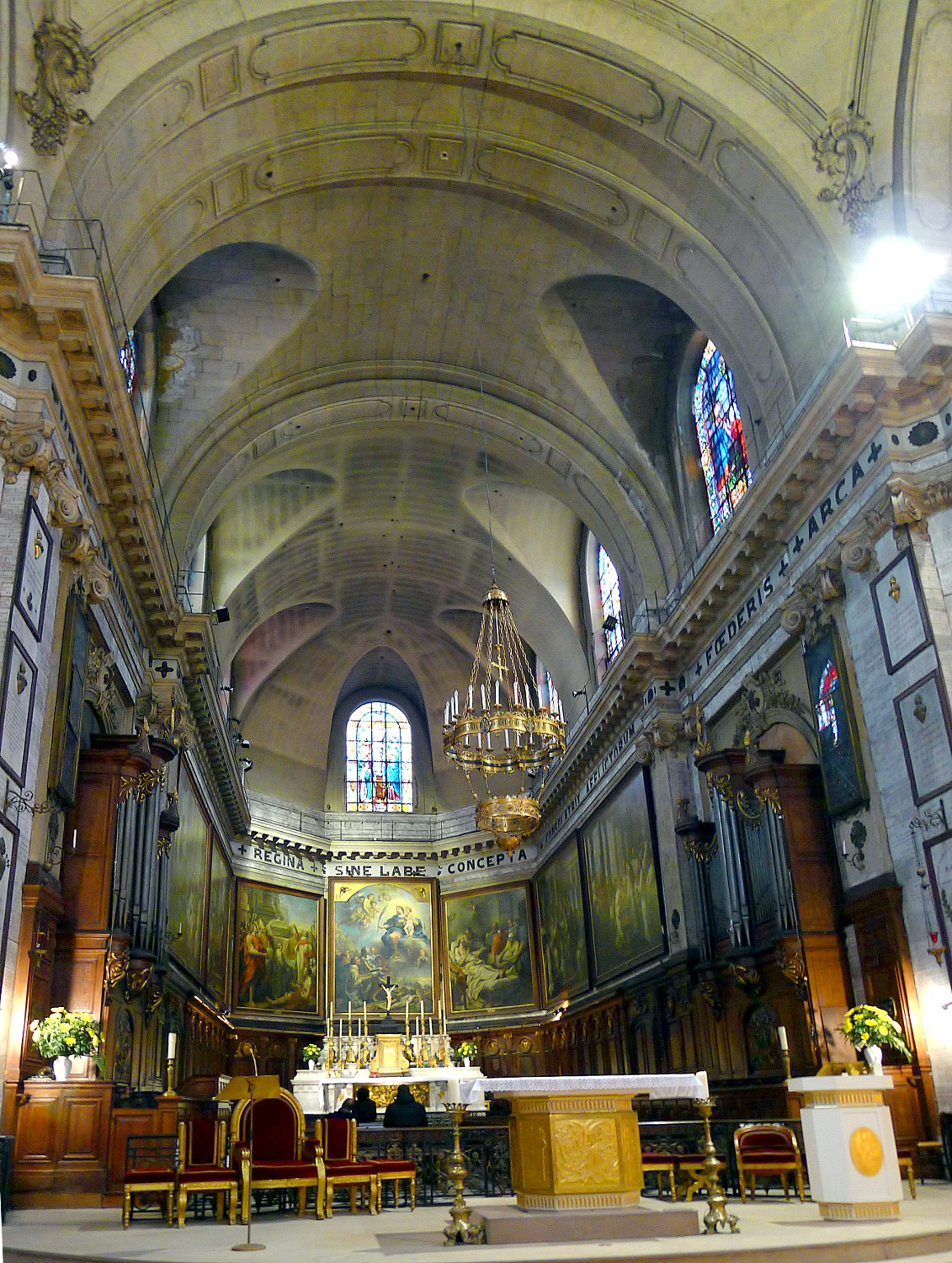
Il presbiterio e l'abside.

Alla parete opposta è addossato l'altare di Sant'Agostino, opera di Bernard-Jean Duseigneur (1849). Ai lati di esso, due dipinti di Jules Pasqualini raffiguranti l'Immacolata Concezione (a sinistra, 1854) e la Proclamazione del dogma dell'Immacolata Concezione (a destra, 1857), installati nella basilica nel 1867.
Il presbiterio è allestito al di sotto della crociera, la quale è coperta con una volta a vela decorata con stucchi. Al centro vi è il moderno altare, opera di Madeleine Diener che lo realizzò nel 1984. La mensa è sorretta da un piedistallo ottagonale in legno dorato, il quale è decorato da bassorilievi raffiguranti, sulla parte anteriore, gli Invitati al banchetto di nozze dell'Angello, e su quella posteriore lo Spirito Santo; l'ambone, posto sulla destra, è in stile con l'altare.
Addossato al pilastro anteriore di destra della crociera, vi è il pulpito ligneo, opera di Louis Régnier (1739), riccamente decorato con rilievi e dorature. Sul lato opposto, vi è un banco con alto schienale sormontato da un timpano triangolare, che presenta al centro una statua dell'Immacolata Concezione; esso è opera di Franz Joseph Grienwald (1864).
Lungo la parte inferiore delle pareti dell'abside, trovano luogo gli stalli lignei del coro, con alta boiserie decorata con rilievi e risalente al 1688; al di sopra di essi vi sono sette pale del pittore Carl Van Loo, risalenti al terzo quarto del XVIII secolo: quella centrale raffigura Luigi XIII che dedica la chiesa a Nostra Signora delle Vittorie, mentre le sei laterali trattano Scene della vita di Sant'Agostino. L'antico altare maggiore, in marmo e onice, venne realizzato e consacrato nel 1864 e presenta, sul paliotto, un bassorilievo raffigurante il Compianto su Cristo morto, di Sébastien Guersant (1847).

### Organi a canne

#### Organo maggiore

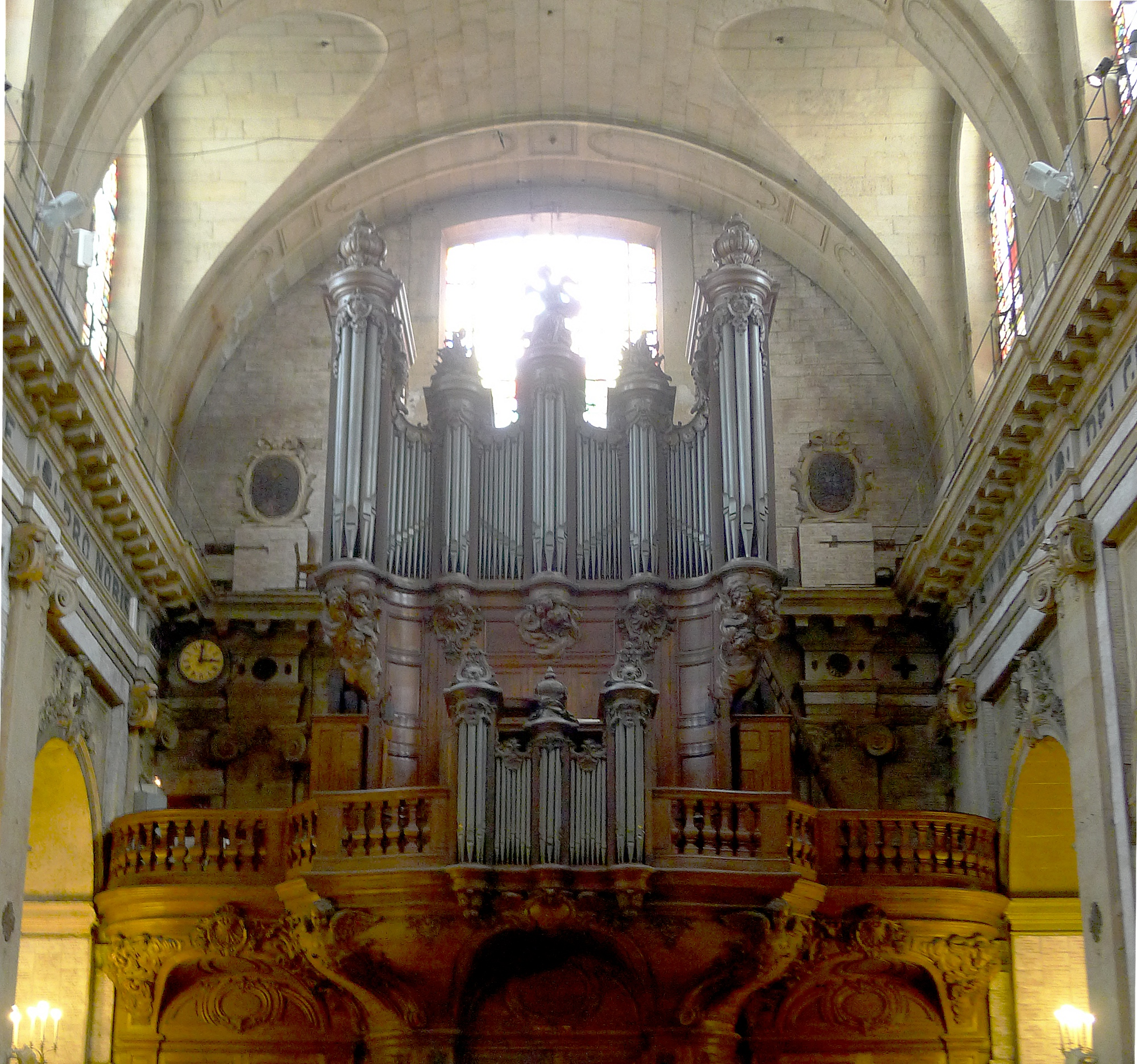
L'organo maggiore.

Sulla cantoria in controfacciata, si trova l'organo a canne principale della basilica, costruito nel 1973 dall'organaro Alfred Kern ricostruendo in parte lo strumento originario, opera di François-Henri Lesclop (1739), che era stato oggetto di modifiche ed ampliamenti nel 1870 da parte di Charles Barker e nuovamente da John Abbey, che nel 1898 trasformò la trasmissione da meccanica in pneumatica e spostò la consolle al lato dell'altare maggiore.
L'organo attuale dispone di 49 registri e la sua trasmissione è integralmente meccanica. Il materiale fonico è integralmente alloggiato all'interno della ricca cassa lignea, opera dell'artista Louis Régnier (1739), che presenta una mostra movimentata da tourrelles. La consolle è a finestra e dispone di quattro tastiere di 56 note ciascuna e pedaliera concava di 30 note, con i registri azionati da pomelli ad estrazione posti su più file ai lati dei manuali.

#### Organo del coro
Nel coro si trova un secondo organo a canne, costruito nel 1937 dalla ditta Gonzalez; esso è situato sotto la prima arcata di sinistra, mentre sotto quella dirimpetto vi è una cassa simmetrica a quella dello strumento, ma avente soltanto un fine estetico.
L'organo è a trasmissione elettrica e dispone di 19 registri, dei quali 16 sono reali; la sua consolle, posta tra gli stalli lignei, ha due tastiere di 56 note ciascuna e pedaliera concava di 32 note.